# Gornji Dobrun
Gornji Dobrun (cyr. Горњи Добрун) – wieś w Bośni i Hercegowinie, w Republice Serbskiej, w gminie Višegrad. W 2013 roku liczyła 43 mieszkańców.